# Plaza Maule Shopping Center
Plaza Maule, también conocido como Mall Plaza Maule, es un centro comercial ubicado en la comuna chilena de Talca, Región del Maule. Se encuentra ubicado en la interesección entre la avenida San Miguel y la avenida Circunvalación oriente.
Fue inaugurado el año 2000 y actualmente consta de 125.000 metros cuadrados construidos, siendo el centro comercial más grande y antiguo de la región.

## Historia
El centro comercial en primer lugar comenzó con la instalación de un supermercado Hipersur y un Homecenter Sodimac, el año 2000. Esto mientras el centro comercial aún se encontraba en desarrollo. En 2002 el centro comercial abre sus puertas de manera oficial. En 2003 se instala CineMundo.
El año 2007, se instala en el recinto el casino de Talca, siendo una de las reformas más importantes del mall, aumentando exponencialmente el interés de las tiendas y de la clientela.
El año 2021 se anuncia el proyecto de expansión más ambicioso del centro comercial, el cual planeaba aumentar en un 50% la superficie construida hasta entonces. El 23 de noviembre de 2023 comienza la marcha blanca de este proyecto, arribando tiendas de talla nacional e internacional como H&M, Miniso, Starbucks y París.

## Distribución y contenido
El centro comercial actualmente cuenta con cuatro niveles de estacionamientos (tres en subsuelo y uno en suelo). Además, dentro de la estructura del mall cuenta con tres niveles que poseen más de 160 locales, un patio de comidas y distintas cafeterías a lo largo del recinto. Cuenta también con sucursales de bancos, clínicas, registro civil, gimnasio, entre otros.
Cuenta con dos tiendas ancla, un supermercado Express de Líder, una tienda de mejoramiento para el hogar Sodimac, además de un cine Cinépolis con seis salas de cine.
En un edificio anexo se encuentra el casino y el hotel casino.